# 勒布莱
勒布莱（法語：Le Boulay，法語發音：[lə bulɛ] ⓘ）是法国安德尔-卢瓦尔省的一个市镇，位于该省东北部，属于图尔区。

## 地理
勒布莱（47°36'21"N, 0°51'28"E）面积20.1 平方千米，位于法国中央-卢瓦尔河谷大区安德尔-卢瓦尔省，该省份为法国中西部省份，北起萨尔特省、东北接卢瓦-谢尔省，东南接安德尔省，南至维埃纳省，西临曼恩-卢瓦尔省。
与勒布莱接壤的市镇（或旧市镇、城区）包括：欧通、雷诺堡、蒙托东、布雷讷河畔讷维尔、圣洛朗昂加蒂讷、维勒多梅。

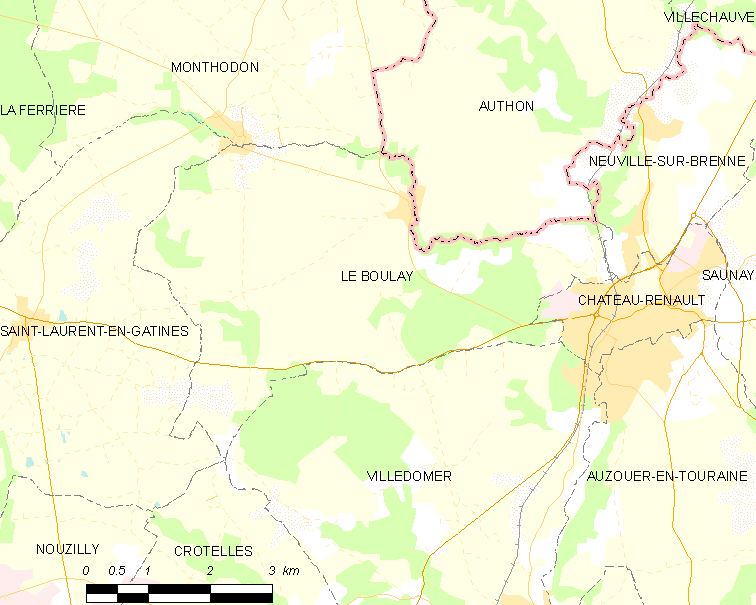
勒布莱的OSM定位图

勒布莱的时区为UTC+01:00、UTC+02:00（夏令时）。

## 行政
勒布莱的邮政编码为37110，INSEE市镇编码为37030。

## 政治
勒布莱所属的省级选区为雷诺堡县。

## 人口

1962-2008年间勒布莱人口变化图示

勒布莱于2022年1月1日时的人口数量为813人。